# Церковь иезуитов (Валлетта)

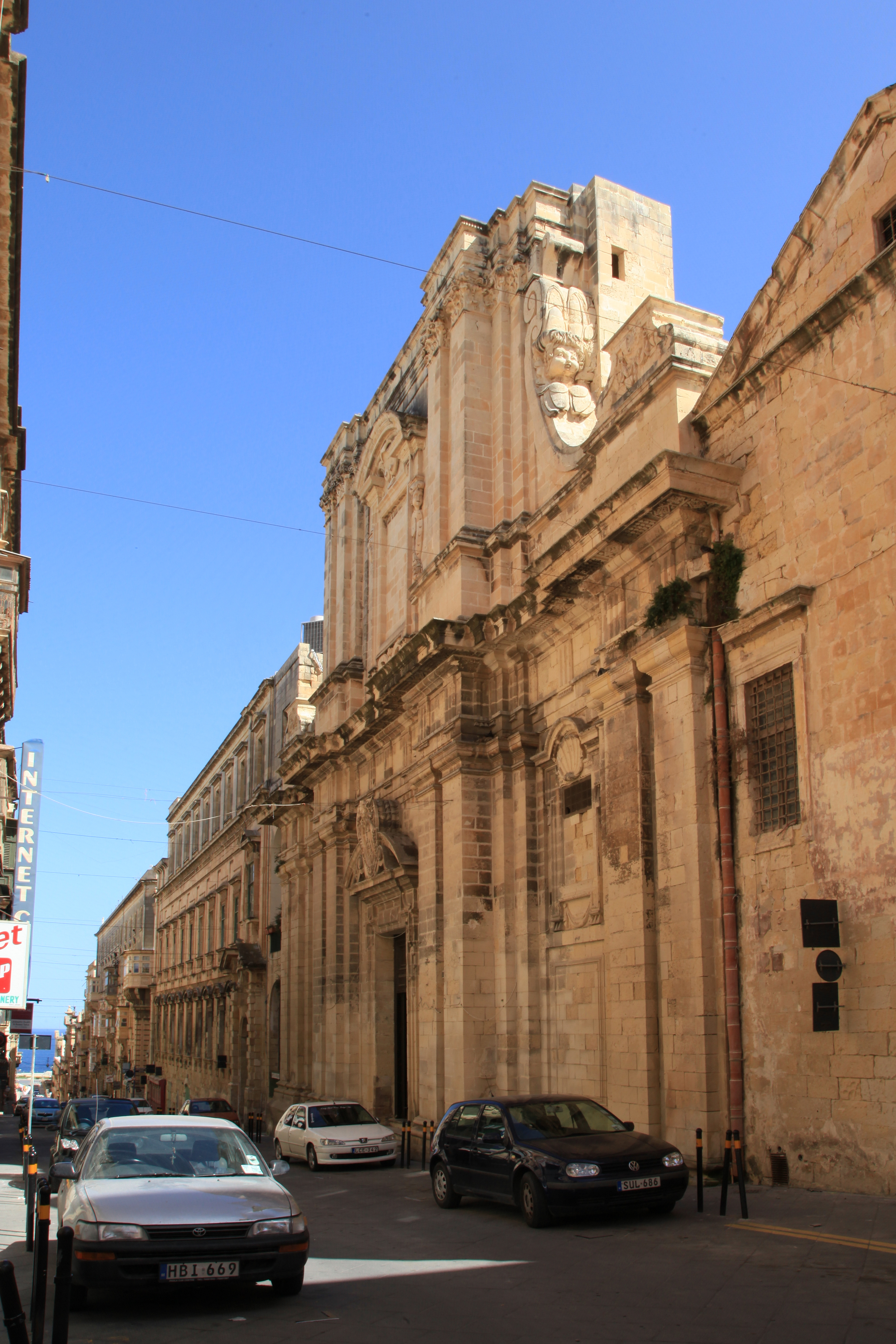
Церковь иезуитов

Церковь Иезуитов — одна из старейших церквей в Валлетте, а также одна из самых крупных в местной епархии. На церковной территории, помимо самого храма находится и колледж. Св. Игнатий де Лойола, основоположник ордена иезуитов, решил основать колледж на Мальте ещё в 1553 году, но его появление осуществилось лишь в 1592 году, когда папа римский Климент VIII дал на то соответствующее указание. 4 сентября 1595 года великий магистр ордена госпитальеров Мартин Гарзез заложил первый камень в его основание. Иезуитский колледж первоначально был церковным, а не научным, где проходили обучение кандидаты в священники.
В сентябре 1634 года на церковной территории произошёл крупный взрыв, который нанёс серьёзный ущерб как храму, так и колледжу. Реконструкцией новой церкви стал заниматься военный инженер и архитектор ордена госпитальеров Франческо Буонамичи из Лукки. Церковь стала первой постройкой на Мальте, возведением которой руководил архитектор с мировым по тем временам именем. Фасад церкви выполнен в барочном стиле, а интерьер представляет собой дорический ордер.
Иезуиты управляли колледжем до 1798 года, когда великому магистру Мануэлю Пинто да Фронсека пришлось покинуть остров из-за французской оккупации. По прошествии лет колледж возобновил свою деятельность и стал именоваться Мальтийским университетом.